# 薪谷翠
薪谷翠（日语：／ Shintani Midori，1980年8月15日—），日本女子柔道运动员。她曾代表日本参加2002年和2006年亚洲运动会柔道比赛，其中2006年亚运会获得女子78公斤以上级铜牌。